# Сухумская бухта
Суху́мская бу́хта (абх. Аҟәа абаҕуаза, груз. სოხუმის ყურე; также Суху́мский зали́в и залив Суху́ми) — бухта на кавказском побережье Чёрного моря. Одна из трёх крупнейших бухт Восточного Причерноморья (наряду с Пицундской и Батумской).
Максимальная глубина бухты свыше 400 м. В бухту впадают реки Мочара, Келасур и несколько менее крупных. Бухта открыта к юго-западу. С северо-запада бухту ограничивает мыс Сухумский (Красный Маяк), а с юго-востока мыс Кодор.
На берегу бухты расположены город Сухум, сёла Кяласур, Тхубун, Мачара, Гулрыпш, Пшап и Бабушара. В Сухуме на берегу бухты расположен Сухумский порт.